# Charles Joseph Leyris Desponchès
Charles Joseph Paul de Leyris Desponchès, né le 19 juillet 1756 à Alès (Gard), mort le 25 octobre 1824 à Paris, est un général français de la Révolution et de l’Empire.

## États de service
Il entre en service comme sous-lieutenant sans appointements dans le régiment de Flandre-Infanterie le 19 octobre 1776, il est nommé sous-lieutenant le 28 août 1777, et lieutenant en second le 2 juin 1782. Il participe à la campagne d’Amérique en 1782 et 1783. Le 19 juin 1786, il est lieutenant en premier, et capitaine en second le 27 mai 1789.
Le 5 février 1792, il est nommé lieutenant-colonel au 19e régiment d’infanterie de ligne, et le 29 juin 1792, il prend le commandement de ce régiment avec le grade de colonel. 
Il est promu général de brigade le 8 mars 1793 à l’armée du Nord, et il est suspendu de ses fonctions le 25 juillet 1793. Il est réintégré le 13 prairial an III (1er juin 1795), et admis au traitement de réforme le 5 fructidor an III (22 août 1795).
En 1806, il est président du collège électoral d’Alès, et adjoint au maire de cette ville en 1808. Le 14 octobre 1814, le roi Louis XVIII le fait chevalier de la Légion d’honneur. Il est admis à la retraite le 6 mars 1815.
Il meurt le 25 octobre 1824 à Paris

## Sources
- (en) « Generals Who Served in the French Army during the Period 1789 - 1814: Eberle to Exelmans »
- « Cote LH/1631/37 », base Léonore, ministère français de la Culture
- Étienne Charavay, Correspondance général de Carnot, tome 3, août – octobre 1793, 1887, p. 14